# Vigilia Romana
Vigilia Romana: quindicinale di cultura e formazione religiosa e morale è stata una rivista di apologetica e cultura cattolica, condiretta da Franco Antico e Franco Andreini, informatore del SID, e pubblicata a Roma con periodicità quindicinale a partire dal 1969. Cessò le pubblicazioni nell'inverno del 1974, in seguito all'arresto del fondatore che fu coinvolto nel tentativo di golpe Borghese.

## Storia
La rivista, organo di stampa del movimento Civiltà Cristiana, accolse articoli e saggi di cultura, società e religione, avvalendosi della collaborazione di varie firme del mondo cattolico; soprattutto fra le più critiche nei confronti delle innovazioni del Concilio Vaticano II.
Tra i collaboratori si ricordano Fausto Belfiori, Marino Bon Valsassina, Cristina Campo (con gli pseudonimi Federica Di Palma e Michäel), Padre Antonio Coccia,  Don Giuseppe Pace, Francesco Spadafora, Tito Casini, Giuseppe Vattuone.